# Чернятинський парк
Черня́тинський парк — парк-пам'ятка садово-паркового мистецтва загальнодержавного значення в Україні. Розташований у селі Чернятин Жмеринського району Вінницької області.

## Опис
Загальна площа парку 31 га. Набув охоронного статусу згідно з постановою колегії Держкомітету Ради Міністрів УРСР по екології і раціональному природокористуванню від 30.08.1990 року, № 18. Станом на 2008 рік природоохоронний об'єкт перебуває у користуванні Чернятинського коледжу Вінницького національного аграрного університету.
Чернятинський парк належить до парків ландшафтного типу. На його території побудований палац у візантійсько-романському стилі. Збережено п'ять ставків з системою гребель. Станом на початок XXI столітті на території парку зростало близько 100 видів та форм чагарників і дерев, серед них — форзиція та тамарикс. На парковій території є алея з дубів, вік яких перевищує 350 років. На пагорбах зростають ялини. На території нижнього ставку розташований Острівок кохання. Поблизу південного фасаду палацу зростають білі тополі, які мають обсяг 4-5 обхватів.

## Історія
Польські магнати Вітославські володіли Чернятином у кінці XVIII століття. Тоді ж був побудований палац. 1814 року навколо палацу на території місцевості, де розташовувався дубово-грабовий ліс, був закладений парк. Його заснував садівник Діонісій Макклер, який також заклав ботанічний сад, що розташовується у Кременці. Він був запрошений для проведення робіт Ігнатієм Вітославським. Діонісієм Макклером були прокладені паркові алеї. Насадження, які вже зростали на лісовій території, доповнили хвойними та листяними деревами. Були створені дамби з грубого каменя. Поблизу парадного фасаду будівлі розташовувався самшит.
Після закладки парку були створенні павільйони та альтанки, проте вони не збереглись. Історики припускають, що одночасно з палацом спорудили в'їзну браму. За нею розташовувався фруктовий сад, поблизу нього пролягали дві алеї. Одну з алей оточували кінські каштани. Алеї прилягали до галявини. По її бокам зростали сріблясті тополі. У 1839 році відбулась реконструкція палацу, роботи виконувались згідно з планом мальтійського архітектора Генріка Іттара. 1865 року парк та палац перейшли у власність Марії Михайлівни Львової. Колись у парку була розташована біломармурова скульптура, до XXI століття збереглись кам'яні чаші, які мають готичне різьблення.